# Женевский автосалон

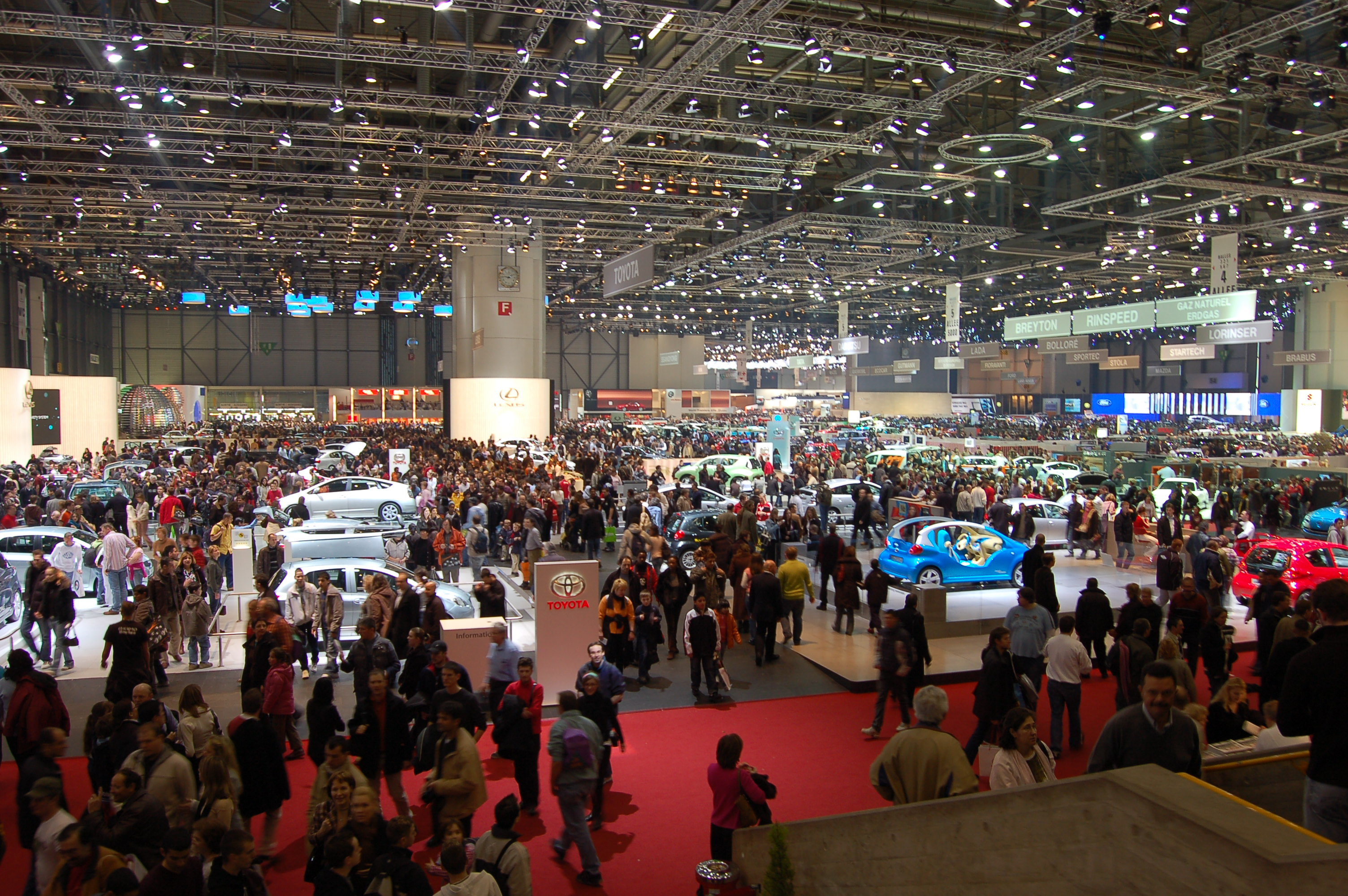
Женевский автосалон в 2006 году

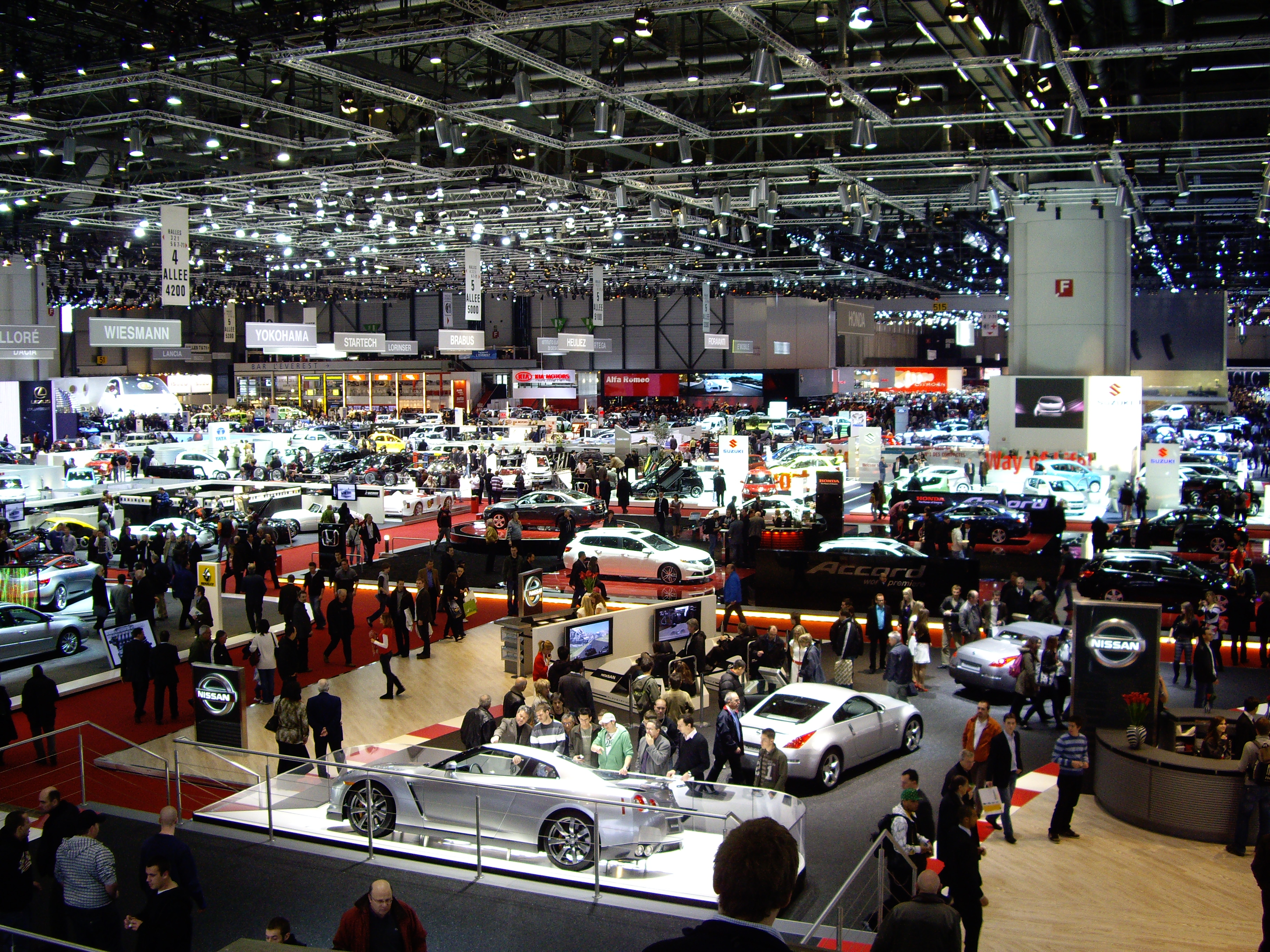
Женевский автосалон 6 марта 2008 года

Женевский автосалон (нем. Internationaler Auto-Salon Genf, фр. Salon international de l’auto de Genève, итал. Salone internazionale dell’auto di Ginevra) — автосалон, проходящий ежегодно в марте в Женеве, Швейцария.
Впервые состоялся в 1905 году. 
Единственный европейский автосалон класса А, проходящий ежегодно, одно из главных мест презентации новинок от ведущих мировых автомобильных брендов. 
Ежегодно на автосалоне мировые автопроизводители презентуют дизайн-концепты собственной разработки, либо самых знаменитых мировых кузовных ателье.
Место проведения: Palexpo, выставочный центр, расположенный рядом с международным аэропортом Женевы. 

## История
Впервые автосалон состоялся в 1905 году. На первом автосалоне представлялись автомобили с двигателями внутреннего сгорания, паровые машины. 
 
В 1926 году для проведения автошоу был построен выставочный комплекс «Palais des Expositions» (Дворец выставок). 
Во время Второй мировой войны автосалон не функционировал – его работа была возобновлена в 1947 году. 
В разные годы на Женевском автосалоне состоялись дебюты таких автомобилей, как Ford A, Fiat Topolino, Maybach Zeppelin, Mercedes 300S «Понтон», Fiat 500, Jaguar E-Type, Mercedes 230 SL «Пагода», Ferrari Dino, Ford Granada, Ford Capri, Audi 80, Audi 100, Ford Mondeo (первое поколение), Audi A8 с алюминиевым кузовом (первое поколение), Renault Vel Satis, Citroën C6. 
В 2005 году, на вековой юбилей, Женевский автосалон посетило рекордное количество человек — 747 000.
В 2019 году в выставке участвовали 184 компании, число гостей превысило 600 тысяч человек. 
К 2020 году посещаемость автосалонов упала. Некоторые бренды отказались от участия в подобных мероприятиях, предпочтя другие способы продвижения продукции. Доходы организаторов и владельцев павильонов как от аренды площадей, так и от продажи билетов стали снижаться. В этих условиях автосалон в Женеве перестала быть одним из центральных событий международной автоиндустрии, став «провинциальным автосалоном»  на нем презентовали меньше мировых новинок, чем когда-либо..
В 2020 году Женевский автосалон был отменён из-за пандемии COVID-19, а в 2021 и в 2022 году автосалон был отменён из-за экономических последствий пандемии COVID-19 и дефицита микросхем.
В 2023 году Женевский автосалон прошел не в Швейцарии, а в Катаре, но туда приехали далеко не все мировые автопроизводители. 

## 2010
С 4 по 14 марта 2010 года в выставочном комплексе Geneva Palexpo прошел юбилейный 80-й автосалон. За время работы автосалон посетили 692 тысячи человек, что выше посещаемости прошлого года на 7 %, в их числе 11 000 журналистов.

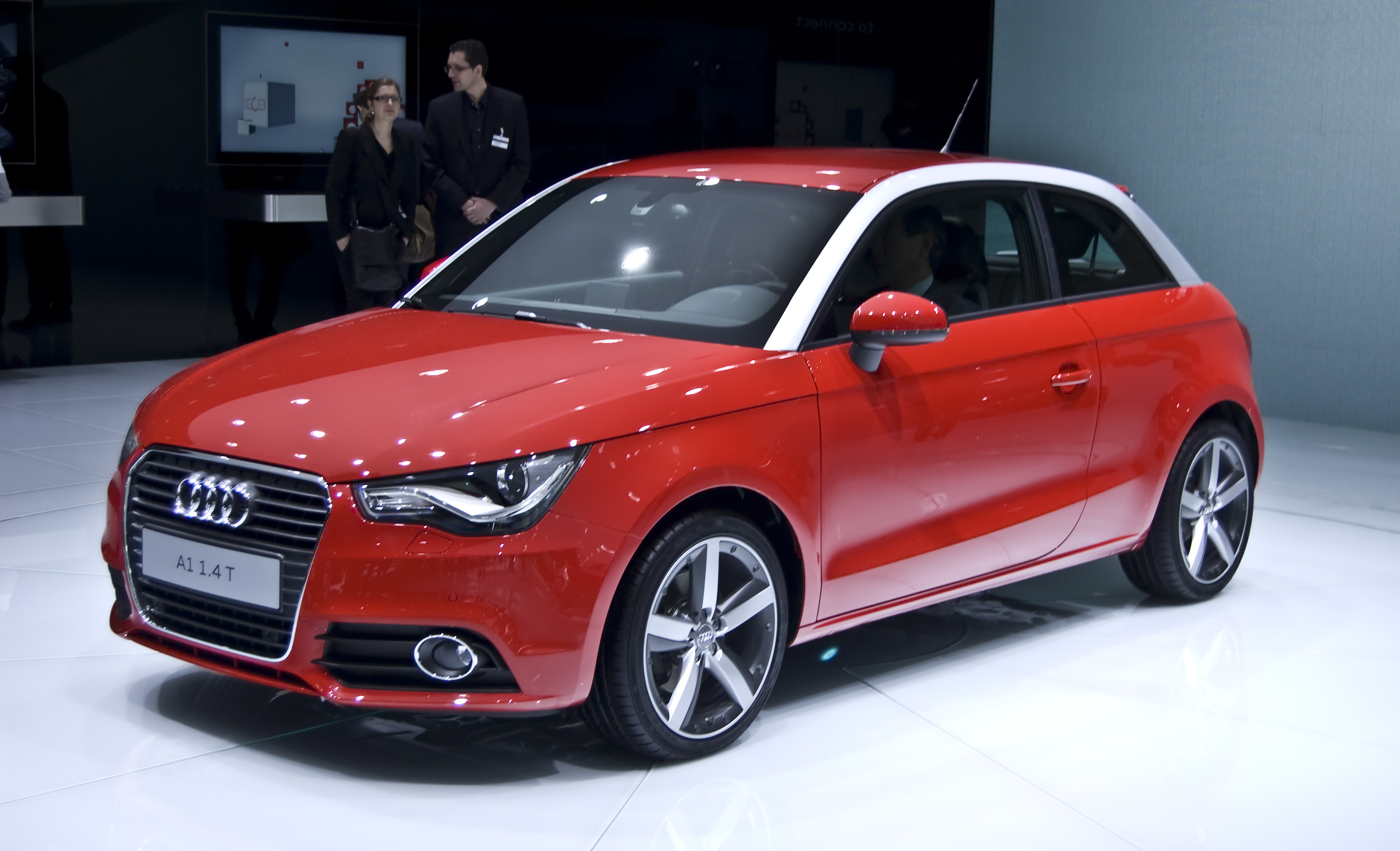
Audi A1 Представлена в Женевском Автосалоне

Премьеры:
- Alfa Romeo Giulietta
- Audi A1Audi A1 Представлена в Женевском Автосалоне
- BMW 5 (с гибридным двигателем)
- Opel Meriva
- Volvo S60

## 2011
Показ 2011 года состоялся с 3 по 13 марта 2011 года. На выставке было представлено свыше 700 брендов, более 100-а новинок мирового автопроизводства. Среди них концептуальный седан Audi A3, родстер Vision ConnectedDrive BMW, кроссовер Fiat Freemont, многодверное купе Porsche Panamera гибридной модификации, гибридный семиместный Toyota Prius.
Премьеры:
| - AC Cars MkVI - Aston Martin Cygnet - Aston Martin Virage - Aston Martin V8 Vantage S - Audi RS3 Sportback - Audi Q5 hybrid - Bentley Continental Sports Ice speed edition - Bentley Flying Spur Series 51 - BMW ActiveE - BMW 320d EfficientDynamics Touring Edition - BMW X1 xDrive28i (Turbo l4) - Bugatti Veyron (SuperSport, GrandSport Lo’r Blance) - Chevrolet Camaro ZL1 (дебют в Европе) - Chevrolet Cruze Hatchback (финальная версия) - Citroën DS4 - Ferrari FF - Fiat 500 Gucci - Fiat Freemont - Ford C-Max Hybrid (дебют в Европе) - Ford C-Max Energi гибридный (дебют в Европе) - Ford Ranger (T6) Wildtrak | - GTA Spano - Gumpert Tornante - Honda Accord Facelift - Hyundai i40 - Jaguar XKR-S - Jeep Grand Cherokee (дебют в Европе) - Kia Picanto - Kia Rio - Koenigsegg Agera R - Lamborghini Aventador LP 700-4 - Lancia Grand Voyager - Lancia Thema - Lancia Ypsilon - Maserati Gran Turismo Convertible Sport - Maserati GranSport - Mazda CX-5 - Peugeot 308 |

## 2012
82-й Женевский автосалон проходил с 8 по 18 марта 2012 года.
Премьеры:

| - Audi A3 - Audi A6#Allroad - Audi R18 e-Tron quattro - Audi RS 4 Avant - Audi TT RS plus Coupé - Bentley EXP 9 F Concept - Bentley Mulsanne Executive Interior - Bentley Mulsanne Mulliner Driving Spec - BMW M135i Concept - BMW 3 Series Sedan Performance Accessories - BMW M550d xDrive Sedan - BMW M550d xDrive Touring - BMW 640d (BMW 6} - BMW 6 Series Gran Coupé - BMW M3 Coupé Limited Edition 500 - BMW M6 Cabrio - BMW M6 Coupé - Brabus Bullit Coupé 800 - Brabus Smart ForTwo Electric Drive Cabrio (см. Smart Fortwo) - Brabus Ultimate 120 - Bugatti Veyron 16.4 Grand Sport Vitesse - Chevrolet Cruze Station Wagon - Citroën Berlingo Multispace - Citroën C4 AirCross - Citroën DS4 Racing Concept - Dacia Lodgy - Ferrari California 30 - Ferrari F12berlinetta - Fiat 500 «Color Therapy» - Fiat 500L - Ford B-MAX - Ford Fiesta ST - Ford Tourneo Custom Concept | - Gumpert Apollo Enraged - Gumpert Apollo R - Honda CR-V Prototype - Hyundai i20 - Hyundai i30 Wagon - Jaguar XF Sportback - Hyundai Ioniq Concept - Honda NSX Concept - Kia cee'd - Kia cee’d_SW - Infiniti Emerg-E Concept - Jeep Compass Production-Intent Concept - Lamborghini Aventador J - Land Rover Range Rover Evoque Convertible Concept - Lexus RX 450h (Рестайлинг) - Lumma Design CLR 9 S (991) - Maserati GranTurismo Sport (Рестайлинг) - Mercedes-Benz A-Класс - Mercedes-Benz CL 500 4MATIC Grand Edition - Mercedes-Benz SL 63 AMG (Mercedes-Benz SL-Class (R231)) - Mercedes-Benz Vito E-Cell - Mini John Cooper Works Countryman - Mitsubishi Outlander - Nissan Hi-Cross Concept - Nissan Invitation Concept - Peugeot 208 GTi Concept - Peugeot 208 XY Concept - Porsche Boxster - Renault ZOE Z.E. - Pininfarina Cambiano - Rolls-Royce Ghost «Two-tone» - Toyota FT-Bh Concept - Volkswagen Amarok Canyon Concept - Volkswagen e-up! Prototype |

## 2013
83-й Женевский автосалон проходил с 7 по 17 марта 2013 года.
Премьеры:
| - Alfa Romeo 4C - Alfa Romeo 4C Launch Edition - Alfa Romeo Gloria Concept by IED - Aston Martin Rapide Bertone Jet 2+2 - Aston Martin Jet 2 (2013) - Aston Martin Rapide S - Aston Martin Vanquish Q - Audi A3 e-Tron Prototype - Audi RS 5 Coupé DTM - Audi RS 6 Avant - Audi RS Q3 - Audi S3 Sportback - Bentley Flying Spur - Bentley Mulsanne «The Ultimate Grand Tourer» - BMW 3 Series GT - Brabus 800 Roadster - Brabus B63 - 620 (C218) - Brabus B63S - 730 (X218) - Chevrolet Corvette Stingray Convertible - LaFerrari - Honda Civic Tourer Concept - Hyundai i20 WRC Prototype - Hyundai Grand Santa Fe | - Kia cee'd GT - Kia pro_cee’d GT - Koenigsegg Agera S Hundra - Lamborghini Veneno - Land Rover Electric Defender Research Vehicle - Land Rover Range Rover Evoque Coupé «Black Design Pack» - Maserati GranTurismo MC Stradale (Рестайлинг) - Maserati Quattroporte Q4 - McLaren P1 - Mercedes-Benz A 45 AMG - Mercedes-Benz C 63 AMG Coupé «Edition 507» - Mini Cooper S Clubman «Bond Street» - Peugeot 2008 - Pininfarina Sergio - Porsche 911 GT3 (991) - Qoros 3 Sedan - Rolls-Royce Wraith (2013) - Toyota FT-86 Open Concept - Volkswagen XL1 |

## 2014
84-й Женевский автосалон проходил с 4 по 16 марта 2014 года. Первые два дня салон работал только для журналистов с целью ознакомления их с экспонатами для презентации в изданиях, а потом был открыт и для всех желающих..
Премьеры:
В автосалоне традиционно приняли участие ведущие автопроизводители мира, как премиальных марок, так и среднего сегмента. В 2014 году на автосалоне представлены 900 автомобилей, в том числе более 200 новинок. 
В список новинок вошли 
Renault Captur, 
Rolls-Royce Wraith, 
Porsche 911 GT3, 
Toyota i-Road, 
китайский автомобильный бренд Qoros. 
Суперкар 650S от компании McLaren, с кузовом монокок, изготовленным из композитных материалов; 
прототип будущего среднемоторного спорткара PassoCorto Hyundai; 
первая в истории BMW переднеприводная модель — минивэн 2-Series Active Tourer; 
обновлённый Ford Focus, 
купе-универсал Volvo Concept Estate, с панорамным люком и сенсорным управлением бортовыми системами; 
пятидверное купе Skoda Vision C. Из представленных около сотни «экологичных машин». 
Также Mercedes-Benz CLS 63

### 2024
В 2024 году Женевский автосалон проходит с 26 февраля по 3 марта. В этом году на него не приехали ведущие мировые концерны — Mercedes-Benz, BMW, Audi, Volkswagen, Toyota и Hyundai. Посетители увидели лишь новинки от Renault, Dacia, BYD (и его суббрендов Denza и Yangweng), а также Lucid, MG и марки IM от SAIC.